# Principe de l'identité des octaves
 (avril 2008).
 (août 2019).
Si vous disposez d'ouvrages ou d'articles de référence ou si vous connaissez des sites web de qualité traitant du thème abordé ici, merci de compléter l'article en donnant les références utiles à sa vérifiabilité et en les liant à la section « Notes et références ».
Le principe de l'identité des octaves énoncé par Jean-Philippe Rameau dans son Traité de l'harmonie réduite à ses principes naturels formalise au XVIIIe siècle la propriété d'équivalence des octaves, selon laquelle l'intervalle d'octave constitue le cadre privilégié des hauteurs musicales, lequel se reproduit de manière cyclique par transposition d'octave, quelle que soit l'échelle adoptée.Interprétation abusive ?

## Observations de Rameau
D'un point de vue acoustique, l'octave juste correspond aux rapports de fréquences suivants : 2/1 en montant, et 1/2 en descendant . L'octave est l'intervalle séparant les deux premiers harmoniques d'un son : c'est probablement la raison pour laquelle cet intervalle semble être le cadre mélodique commun à tous les systèmes musicaux utilisant des échelles déterminées.
La « matrice mélodique » constituée par l'octave, contient un nombre « fini » de noms de notes se répétant « à l'infini » selon l'axe des fréquences. C'est ainsi que deux sons séparés par une octave, quoique de hauteurs différentes, sont ressentis comme très fortement apparentés : ce constat intuitif — la justification acoustique sera bien sûr postérieure — a tout naturellement conduit à affecter un même nom aux deux hauteurs en question : ce sont des hauteurs nominales.
Par exemple, dans la gamme contenant les notes suivantes : do, ré, mi, sol et la — appelée gamme pentatonique, c'est-à-dire, gamme composée de « cinq degrés », ou « cinq notes » —, on ne trouvera pas un « sixième » nom de note après le la, mais un autre do, point de départ d'un nouveau cycle, et dont la fréquence est le double de celle du do initial situé une octave au-dessous.
Lorsque des hommes et des femmes — ou des enfants — chantent la même mélodie, l'intervalle d'octave qui sépare les voix est souvent ressenti comme un intervalle d'unisson.

### Les intervalles
On parle d’intervalles entre deux notes de deux façons : Par leur nom (tierce, quinte, octave, quarte)
et par un nombre qui est le rapport entre leurs fréquences.
L'intervalle d'une octave est de 2 car la fréquence de la note la plus aiguë est deux fois plus grande que celle de la note la plus grave. En jouant ensemble ces deux notes, on obtient un son très « lisse », la note grave se fondant dans la note aiguë. On dit que l'octave est neutre car elle ne génère pas de différence, à tel point que l'on prend l'habitude de donner le même nom à deux notes séparées d'une octave.
L'intervalle de la quinte est 3/2 car la fréquence de la note la plus aiguë est égale à la fréquence de la note la plus basse multipliée par 1,5. L'intervalle de la quarte est de 4/3 ; la quarte est le complément de la quinte par rapport à l'octave — on dit aussi son « renversement », ou exprimé autrement : « une quarte plus une quinte valent une octave ».

## Les conséquences du principe dans le système tonal occidental
Le système tonal de la musique occidentale repose sur le principe de l'équivalence des octaves. Les règles suivantes en sont la conséquence directe.

### Les sept notes diatoniques
La gamme diatonique, sur laquelle est fondée la musique occidentale depuis des siècles, est constituée des sept notes : do, ré, mi, fa, sol, la et si.

### Les redoublements d'intervalle
Un intervalle et son redoublement sont considérés comme harmoniquement équivalents.
Par exemple, les intervalles harmoniques suivants — la quinte juste do-sol et la douzième juste do-sol — sont équivalents.

### Les renversements d'intervalle
Un intervalle et son renversement sont considérés comme apparentés.
Par exemple, si la tierce majeure ascendante do-mi est considérée comme le renversement de la sixte mineure descendante do-mi, c'est parce que les deux intervalles, quoique concernant des hauteurs différentes, produisent le même degré — mi dans cet exemple.

### Les renversements d'accord
Les différents états d'un même accord — état fondamental, premier renversement, deuxième renversement, etc. — sont également ressentis comme apparentés, car constitués des mêmes notes — cf. la théorie de la basse fondamentale de Rameau. Il convient de préciser cependant, que l'harmonie classique traite parfois ces différents états comme des accords différents lorsque ceux-ci n'ont pas la même fonction tonale.
En revanche, les différentes dispositions d'accords contenant les mêmes notes — sous réserve que la basse reste la même — sont équivalentes du point de vue de la fonction tonale de l'accord en question.
Par exemple, l'accord do-mi-sol et l'accord do-mi-sol-do sont analysés comme un même accord de trois notes — accord parfait majeur avec do comme fondamentale —, même si le premier contient « trois sons » et le second « quatre ».